# Lidande Eros
Lidande Eros (Und sagte kein einziges Wort) är en roman av Heinrich Böll från 1953.
Romanens berättare är en kringflackande familjefar i yngre medelåldern strax efter andra världskriget. Mannen drivs av en längtan bort (Fernweh) från det kyffe där han bor med sin fru och sina små barn, och bort från familjens krav. Arbetslösheten och penningbristen tär på honom, och han bedriver en kringströvande tillvaro utan mål i en utbombad tysk storstad, avbruten endast av ruset, och kortvariga återvändanden till hemmet och familjen. I en liten sylta finner han en viss vänskap i en ung flicka, men det är kärleken till frun som både för honom hem och ut på gatorna. Skildringen av kärleken, fattigdomen och ensamheten är bärande element i romanen. Slutkapitlet bygger på ett hörspel av Böll: Ich begegne meiner Frau (el. Ein Tag wie sonst).